# L'Euguélionne
L'Euguélionne és una llibreria feminista amb seu a Montreal, al carrer Beaudry. El nom prové de la novel·la homònima del 1976 de caràcter feminista de l'autora quebequesa Lucile Durand, coneguda pel pseudònim Louky Bersianik.
La llibreria va obrir les portes al públic el 15 de desembre de 2016, però el col·lectiu que duia a terme el projecte l'havia engegat ben bé el 2015. Fundada per Marie-Ève Blais, Sandrine Bourget-Lapointe, Stéphanie Dufresne, Nicolas Longtin-Martel, Karine Rosso i Camille Toffoli, totes sis llibreteres, escriptores i estudiants de literatura i feminismes, el local està especialitzat en literatura feminista, LGBTQ i no normativa.